# БАН след 1989
След прехода на България към демокрация и пазарна икономика Българската академия на науките (БАН) продължава да бъде държавна организация, директно подчинена на Министерството на образованието, младежта и науката, но получава значителна автономия.

## В началото на 90-те
В духа на желанието за демократизация, обхванало страната веднага след прехода, са приети временни правила за избиране на ръководни органи на институтите и лабораториите, въз основа на които за пръв път Общите събрания на учените в научните звена на БАН провеждат избори за директори, ръководни органи и научни съвети. През 1991 г. Народното събрание приема Закон за БАН и през 1992 г. въз основа на него се приема нов Устав на БАН. Замисълът е академията да стане напълно демократична и автономна институция, чието управление и структура се основават на принципа на изборността. Самите академични звена също получават висока степен на самостоятелност. Сформирано е ново Общо събрание на БАН, състоящо се от 200 хабилитирани учени, избрани от Общите събрания на всички научни звена.
По-късно обаче се прави отстъпление в посока на засилване на правомощията на Управителния съвет. Според изменения в Устава Управителният съвет (УС), начело с Председателя на БАН, получава правото да определя и назначава директорите на научните институти, без да се съобразява със съответните научни колективи. Така се създава йерархична, вертикална структура с прекалено големи правомощия на централното ѝ ръководство..

### Преструктуриране
Необходимостта от промени и в научната политика се осъзнава ясно вътре в самата Академия и затова след приемането на Устава Общото събрание на БАН обсъжда и приема „Научни приоритети и структура на научните направления (Концепция за преструктуриране на БАН)1993 г.“, както и „Правила за изпълнение на решенията на Общото събрание на БАН за преструктуриране на БАН и преустройството на нейните самостоятелни научни звена“.

## През 1996 – 2008 г.
През този период БАН функционира като йерархична структура с големи правомощия на централното ѝ ръководство и особено на нейния председател.. В продължение на три последователни мандата това е акад. Юхновски. През 2008 той се кандидатира отново и е избран за четвърти път, но това дава тласък на остри критики към БАН заради напредналата му възраст и непубличността на избора . Например, на кръгла маса за обсъждане на цялостна научна стратегия (2008 – 2018) социологът Андрей Райчев нарича институцията „закостеняла структура“ и „сталинисти“.
Друг кандидат за председател на БАН през февруари 2008 е Никола Съботинов, но той се оттегля от надпреварата. След като Юхновски подава оставка на 18 юни 2008 Никола Съботинов е избран за председател на БАН след изборна надпревара с акад. Борислав Боянов.

### Финансиране и ефективност
Въпреки демократизацията и опитите за преструктуриране, въпросът с финансирането на научната дейност остава открит. По историческа традиция БАН се финансира от държавния бюджет, но субсидията непрекъснато намалява, като през 1990 – 1995 г. е регистрирано такова шоково намаление на финансовите средства за наука, което не е отбелязано в нито един отрасъл или дейност в икономиката на България.
За последните няколко години държавната субсидия се увеличава, а броят на учените намалява:
|                                            | 2006 | 2007 | 2008 | 2009 | 2011 | 2013 | 2015 | 2017 | 2019 |
| ------------------------------------------ | ---- | ---- | ---- | ---- | ---- | ---- | ---- | ---- | ---- |
| Закон за държавния бюджет (в млн. лв.)     | 65   | 78   | 85   | 84   | 60   | 71   | 75   | 79   | 100  |
| Собствени приходи и трансфери (в млн. лв.) | 31   | 36   | 55   | 66   | 40   | 50   | 55   | 53   | 100  |
| Брой учени                                 | 3719 | 3719 | 3638 | 3574 |      |      |      |      | 2723 |

Това поражда въпроси относно ефективното изразходване на получените средства. Оценяването на ефективността на научната дейност е и един от основните проблеми на дейността на БАН, защото по исторически причини години наред се е извършвало от самите научни звена. Те се „самооценяват“ според броя на научните трудове, патентите, изпълнените проекти и обучените специалисти, но това не дава поглед върху дейността на институцията като цяло и съществуват мнения, че държавните пари се харчат неефективно.
Противоположната гледна точка е, че финансирането на науката от страна на държавата не само е необходимо, но е крайно недостатъчно. През периода 2000 – 2007 г. силно намалените финансови средства в БАН служат главно за покриване на разходите за работни заплати. В последните години относителният дял на работните заплати и осигурителните вноски е около 80% от общия размер на бюджетната субсидия (например през 2008 г. той е 78%).. Заедно с другите текущи разходи това е около 94% от субсидията, като за капиталови разходи и за същинска научна дейност остават по-малко от 6%. За допълване се ползват различни източници като фонд „Научни изследвания“, договори с министерства и ведомства, с български и чуждестранни фирми и организации, продажба на продукция и услуги, дарения и участие в международни проекти от Рамковите програми на ЕС. Например през 2009 г. БАН генерира общо 66 млн. лв. собствени приходи, което представлява 43,78% от общите.
С оглед получаване на външна, обективна оценка на научната дейност на БАН, през 2009 г. ръководството ѝ кани екип от 40 учени от 17 страни от ЕС, представители на Европейската научна фондация (ESF) и Европейската федерация на националните академии на науките (ALLEA – „All European Academies“), които извършват първото детайлно международно научно оценяване на отделните звена. Резултатите от оценката подреждат общо 71-те звена на БАН по няколко критерия в три групи. (Виж Външна оценка на БАН) Въз основа на направените изводи се предприемат конкретни стъпки към обединяване на някои звена и общо намаляване на броя на институтите.

## 2009 – 2011 г.
Най-остро дискусията за съдбата на БАН се разгаря по време на първото правителство, излъчено от Политическа партия ГЕРБ. Предлага се орязване на средствата за наука в бюджета за 2010 г. във връзка с настъпилата финансова криза и дори разформироване на БАН. Основна роля от страна на правителството играят министърът на финансите Симеон Дянков и министъра на образованието и науката Сергей Игнатов.
На 13 ноември 2009 г., на 65-годишнината от създаването на Съюза на учените в България президентът Георги Първанов се застъпва за по-високо финансиране на науката като анти-кризисна мярка, която ще издърпа България по-напред след кризата . В отговор министърът на финансите Симеон Дянков заявява, че не дава повече пари за учените в БАН, които нарича „феодални старци“ (вероятно искайки да каже „синодални старци“), визирайки възрастта им и нереформираните структури на БАН. Това дава силен тласък на дебатите за необходимите реформи в БАН. Академията отговаря още същия ден на критичните изказвания на Дянков с протестна декларация.
Според някои анализи, крайно недостатъчният бюджет на БАН, както и на другите организации от сферата на висшето образование и науката, е главната причина за „изтичане на мозъци“ от страната.

### Реформи и протести
През 2010 г. служителите на БАН протестират неколкократно с изявления, шествия и мълчаливо палене на свещи в отговор на съкращенията на бюджета на академията.
Всеобщо е мнението, че е необходима „проевропейска реформа в БАН“, но към февруари 2011 г. тя все още не е факт.
След няколко последователни проекта за изменение на Закона за БАН, предложени от различни вносители, но недостигнали до обсъждане от Народното събрание, в началото на март 2010 се изготвя законопроект, по който е постигнат консенсус  и на 30 март е приет на второ четене. В него има три нови момента: учредяване на надзорен орган към БАН – Съвет на настоятелите, с четиригодишен мандат; академията се поставя на пряк отчет пред парламента и съгласуване със Стратегията за научни изследвания, която се обсъжда (март 2011).